# 渋谷栄一
渋谷 栄一（しぶや えいいち、1951年9月 - ）は、日本の国文学者。高千穂大学名誉教授。
専門は、中古文学。藤原定家や『源氏物語』注釈について研究。

## 来歴
埼玉県菖蒲町生れ。1970年に埼玉県立不動岡高等学校、1974年に國學院大學文学部文学科卒業、1980年に同大学院文学研究科博士課程単位取得退学。同年から、高千穂商科大学商学部専任講師、1983年助教授、1990年教授となり、2001年から高千穂大学教養部教授。2007年から経営学部教授。2014年3月退職。2014年4月高千穂大学名誉教授。

## 著書
- 『源氏物語の季節と物語　その類型的表現』新典社新書、2008年

## 監修
- 『源氏物語を楽しむ本』主婦と生活社、2008年
- 『こんなに楽しい源氏物語』イースト・プレス、2011年

### 編著
- 『源氏物語古注集成　源氏釈』おうふう、2000年
- 『講座源氏物語研究　源氏物語の注釈史』おうふう、2007年